# 卢加尔扎克西
卢加尔扎克西（Lugal-Zage-Si），古代苏美尔城邦国王，他的父亲布布（Bubu）是温马的祭司，他本人起初也为温马的祭司。后来篡夺了温马王位，成为温马王。以后他开始了一系列争战，打败乌鲁卡基那，结束了拉格什第一王朝。又征服了美索不达米亚的大部分地方，实际结束了苏美尔城邦时代。在尼普尔发现的铭文中，他自称统治了自“下海”（波斯湾）至“上海”（地中海或黑海）的所有国家。成为“苏美尔之王”。他把自己的首都放在乌鲁克，因此苏美尔王表把他的统治称为“乌鲁克第三王朝”。
但是后来，阿卡德国王薩爾貢打败了卢加尔扎克西，薩爾貢攻克乌鲁克，俘获了卢加尔扎克西。根据铭文记载，萨尔贡把卢加尔扎克西“带到尼普尔的恩利尔神庙前”。卢加尔扎克西是否被处死不详。
卢加尔扎克西统治有25年，从公元前2359年至公元前2335年。